# Белогорск (Амурская область)
Белого́рск — город (с 1926 года) в Амурской области России, административный центр городского округа город Белогорск и Белогорского муниципального округа, в состав которого не входит. С точки зрения административно-территориального деления является городом областного значения.
Население 59 901 чел.
Крупный транспортный узел Транссибирской магистрали. От Белогорска на юг идёт железнодорожная линия в Благовещенск, административный центр Амурской области.
Распоряжением Правительства РФ от 29 июля 2014 года № 1398-р (ред. от 13 мая 2016 года) «Об утверждении перечня моногородов» был включён в список моногородов Российской Федерации с риском ухудшения социально-экономического положения.
Постановлением Правительства РФ от 21 августа 2015 года № 875 в границах города создана территория опережающего социально-экономического развития «Белогорск».
Автомобильные дороги федерального и областного значения  связывают город с населёнными пунктами Амурской области, а также с Забайкальским, Хабаровским и Приморским краями (федеральная автомобильная дорога Р297 «Амур»).
На юге городской округ город Белогорск граничит с Белогорским муниципальным округом, на севере — с Серышевским районом Амурской области.

## Название
Современное название город получил в 1957 по названию Белой горы.

## Физико-географическая характеристика
Географическое положение
Белогорск находится на Дальнем Востоке России, на Зейско-Буреинской равнине, в южной части Амурской области. Город стоит на левом берегу реки Томи (левый приток Зеи), в нижнем течении, в 50 км от её устья. Расстояние от Белогорска до областного центра г. Благовещенска 120 км.
Часовой пояс
Белогорск находится в часовом поясе, обозначаемом по международному стандарту как Yakutsk Time (YAKT). Смещение относительно Всемирного координированного времени UTC составляет +10:00 (YAKT, летнее время). Смещение относительно Московского времени (MSK) составляет +6:00 часов. Это официальное время в Амурской области, Забайкальском крае и западной части Якутии, включая Якутск.
Климат
Резко континентальный климат с муссонными чертами, что выражается в больших годовых (45...50°) и суточных (до 20°) колебаниях температур воздуха и резком преобладании летних осадков. Лето жаркое, дождливое, но со значительным количеством солнечного сияния. Зима холодная, сухая, с маломощным снежным покровом.
- Среднегодовая температура воздуха: 0,3 °C;
- Относительная влажность воздуха: 68,5 %;
- Средняя скорость ветра: 2,3 м/с.

| Среднесуточная температура воздуха в Белогорске по данным NASA | Среднесуточная температура воздуха в Белогорске по данным NASA | Среднесуточная температура воздуха в Белогорске по данным NASA | Среднесуточная температура воздуха в Белогорске по данным NASA | Среднесуточная температура воздуха в Белогорске по данным NASA | Среднесуточная температура воздуха в Белогорске по данным NASA | Среднесуточная температура воздуха в Белогорске по данным NASA | Среднесуточная температура воздуха в Белогорске по данным NASA | Среднесуточная температура воздуха в Белогорске по данным NASA | Среднесуточная температура воздуха в Белогорске по данным NASA | Среднесуточная температура воздуха в Белогорске по данным NASA | Среднесуточная температура воздуха в Белогорске по данным NASA | Среднесуточная температура воздуха в Белогорске по данным NASA |
| Янв                                                            | Фев                                                            | Мар                                                            | Апр                                                            | Май                                                            | Июн                                                            | Июл                                                            | Авг                                                            | Сен                                                            | Окт                                                            | Ноя                                                            | Дек                                                            | Год                                                            |
| −24,4 °C                                                       | −18,3 °C                                                       | −8,2 °C                                                        | 3,7 °C                                                         | 12,2 °C                                                        | 18,8 °C                                                        | 20,9 °C                                                        | 18,9 °C                                                        | 11,9 °C                                                        | 1,7 °C                                                         | −12,3 °C                                                       | −22,2 °C                                                       | 0,3 °C                                                         |
| -------------------------------------------------------------- | -------------------------------------------------------------- | -------------------------------------------------------------- | -------------------------------------------------------------- | -------------------------------------------------------------- | -------------------------------------------------------------- | -------------------------------------------------------------- | -------------------------------------------------------------- | -------------------------------------------------------------- | -------------------------------------------------------------- | -------------------------------------------------------------- | -------------------------------------------------------------- | -------------------------------------------------------------- |

## История

### Основание
Первое поселение на месте города село Александровское было основано в 1860 году переселенцами из Пермской и Вятской губерний. Располагалось село на левом берегу реки Томи, в 126 верстах от города Благовещенска. В 1893 году по соседству, на притоке реки Томи было основано село Бочкарёвка. Рядом с селом Александровским, при строительстве Амурской железной дороги, была сооружена железнодорожная станция Бочкарёво.
В годы Гражданской войны сёла и станция несколько раз переходили из рук в руки. В конце августа 1923 года станция подверглась налёту белоэмигрантского вооружённого отряда с китайской территории, были сожжены постройки, уничтожено оборудование, прервано движение поездов.
В 1926 году слившиеся село Александровское и железнодорожная станция Бочкарёво были преобразованы в город Александровка. Центр Александровского района. В 1931 году Александровск был переименован в Краснопартизанск. Переименован в город Куйбышевка-Восточная 17 апреля 1935 года. С 15 ноября 1957 года — Белогорск.
1860 год считается годом основания города.

### Руководители города
1938 — 1943 годы — Алейников, председатель Куйбышевского городского совета трудящихся.
1945 год — Бахан, председатель Куйбышевского городского совета трудящихся.
1946 — 1949 годы — С. Каширин, председатель Куйбышевского городского совета трудящихся.
1949 — 1950 годы — В.Воробьева, председатель Куйбышевского городского совета трудящихся.
1950 — 1952 годы — Любовь Григорьевна Кирющенко, председатель исполнительного комитета Куйбышевского-Восточного городского совета депутатов трудящихся.
1952 — 1955 годы — Л. И. Уткина, председатель исполнительного комитета Куйбышевско-Восточного городского совета трудящихся.
1955 — 1957 годы — К. В. Суслин, председатель исполнительного комитета Куйбышевско-Восточного городского совета трудящихся.
1957 год — Павел Васильевич Куракин, председатель исполнительного комитета Куйбышевско-Восточного городского совета трудящихся..
1957 — 1961 годы — Степан Иванович Новокрещённых, председатель исполнительного комитета Белогорского городского совета трудящихся.
1961 — 1965 годы — К. Мартемьянова, председатель исполнительного комитета Белогорского городского совета трудящихся.
1966 — 1967 годы — В. Картавцев, председатель исполнительного комитета Белогорского городского совета трудящихся.
1967 — 1969 годы — Даниил Давидович Кантемиров, председатель исполнительного комитета Белогорского городского совета трудящихся.
1969 год — Василий Трофимович Великодный, председатель исполнительного комитета Белогорского городского совета трудящихся.
1977 год — Геннадий Константинович Савченко, председатель исполнительного комитета Белогорского городского совета трудящихся.
1978 год — В. Н. Ельчанинов, председатель исполнительного комитета Белогорского городского совета народных депутатов.
1982 — 1985 годы — Александр Ильич Матяш, председатель исполнительного комитета Белогорского городского совета народных депутатов.
1985 — 1987 годы — Э. Б. Несговоров, председатель исполнительного комитета Белогорского городского совета народных депутатов.
1987 — 1989 годы — Владимир Григорьевич Сметана, председатель исполнительного комитета Белогорского городского совета народных депутатов.
1989 — 1992 годы — Николай Фёдорович Колядинский, председатель исполнительного комитета Белогорского городского совета народных депутатов, глава администрации города Белогорска.
1993 — 2000 годы — Светлана Ивановна Поносова, глава администрации города Белогорска.
2000 — 2008 годы — Александр Тимофеевич Ходунов, глава администрации города Белогорска, с 2004 года глава муниципального образования города Белогорска.
С 2008 года Станислав Юрьевич Мелюков, глава муниципального образования города Белогорска, затем глава городского округа город Белогорск..

## Население
| 1931    | 1939    | 1959    | 1967    | 1970    | 1979    | 1982    | 1986    | 1987    | 1989    | 1992    | 1996    |
| ------- | ------- | ------- | ------- | ------- | ------- | ------- | ------- | ------- | ------- | ------- | ------- |
| 11 100  | ↗33 697 | ↗48 831 | ↗51 000 | ↗56 877 | ↗63 358 | ↗66 000 | ↗71 000 | →71 000 | ↗73 435 | ↗75 000 | ↗75 800 |
| 1998    | 2000    | 2001    | 2002    | 2003    | 2005    | 2006    | 2007    | 2008    | 2009    | 2010    | 2011    |
| ↘74 900 | ↘74 500 | ↘74 300 | ↘67 422 | ↘67 400 | →67 400 | ↗67 700 | ↘67 600 | ↗67 800 | ↘67 680 | ↗68 249 | ↘68 193 |
| 2012    | 2013    | 2014    | 2015    | 2016    | 2017    | 2018    | 2019    | 2020    | 2021    | 2023    | 2025    |
| ↘67 912 | ↗67 991 | ↘67 572 | ↘67 216 | ↘66 832 | ↘66 445 | ↘66 183 | ↗66 282 | ↘65 315 | ↘61 440 | ↘60 350 | ↘59 901 |

На 1 января 2025 года по численности населения город находился на 268-м месте из 1124 городов Российской Федерации.

## Средства массовой информации
Основным оператором цифрового и аналогового эфирного телерадиовещания в Белогорске является филиал РТРС «Амурский ОРТПЦ» (Амурский областной радиотелевизионный передающий центр).

### Телевидение
- 3 ТВКЛЕРОЧКА —ТТК / Белогорск ТВ;
- 34 ТВК — Первый мультиплекс (Первый канал, Россия 1 / ГТРК «Амур», Матч ТВ, НТВ, Пятый канал, Россия К, Россия 24 / ГТРК Амур, Карусель, ОТР / Амурское областное телевидение, ТВ Центр);
- 36 ТВК — Второй мультиплекс (РЕН ТВ, Спас, СТС, Домашний, ТВ-3, Пятница!, Звезда, Мир, ТНТ, Муз-ТВ).

### Радиостанции
- 100,3 МГц — Радио России / ГТРК «Амур»;
- 101,3 МГц — Радио ENERGY;
- 102,3 МГц — Авторадио;
- 102,8 МГц — Русское радио;
- 104,2 МГц — Европа Плюс;
- 106,1 МГц — Дорожное радио.

## Предприятия
- ООО «Строительная компания «Мост-Восток»;
- ООО «Маслоэкстракционный завод «Амурский»;
- Предприятия и организации ОАО «РЖД» (Белогорская дистанция пути, эксплуатационное локомотивное депо, эксплуатационное вагонное депо. ремонтное локомотивное депо и др.);
- Воинские части и учреждения Восточного военного округа;
- Районное нефтепроводное управление «Белогорск» ООО «Транснефть — Дальний Восток»;
- Завод по производству светопрозрачных конструкций компании «Мастер Билл Белогорск»;
- ОАО «Горпищекомбинат», ООО «Белогорский хлеб»;
- ООО ЗЖБК «Монолит» (изготовление железобетонных изделий).

Производственный сектор экономики Белогорска представлен 50 организациями, предприятиями и их филиалами по виду деятельности «обрабатывающие производства» и 21 организациями, осуществляющими производство и распределение электроэнергии (тепловой энергии), газа и воды.
Город располагается в наиболее освоенной части Амурской области, где административные районы имеют, в основном, сельскохозяйственную специализацию. Непосредственное соседство с ними обусловило развитие города как центра переработки сельскохозяйственного сырья.
Минерально-сырьевые ресурсы города Белогорска представлены строительными материалами (глины кирпичные) и пресными подземными водами. На южной окраине расположены два участка разведанных месторождений кирпично-черепичных глин, являющихся государственным резервом (Куйбышевское II).
В пределах города находится Белогорское месторождение пресных подземных вод.

## Гостиницы
- Гостиница Versale;
- Гостиница «Транзит С»;
- Гостиница «Заря»;
- Отель «Восток 2000»;
- Отель «На Северной»;
- Гостиница «Золотая мельница»;
- Отель «Малина»;
- Гостиница «Белый хутор».

## Транспорт и связь

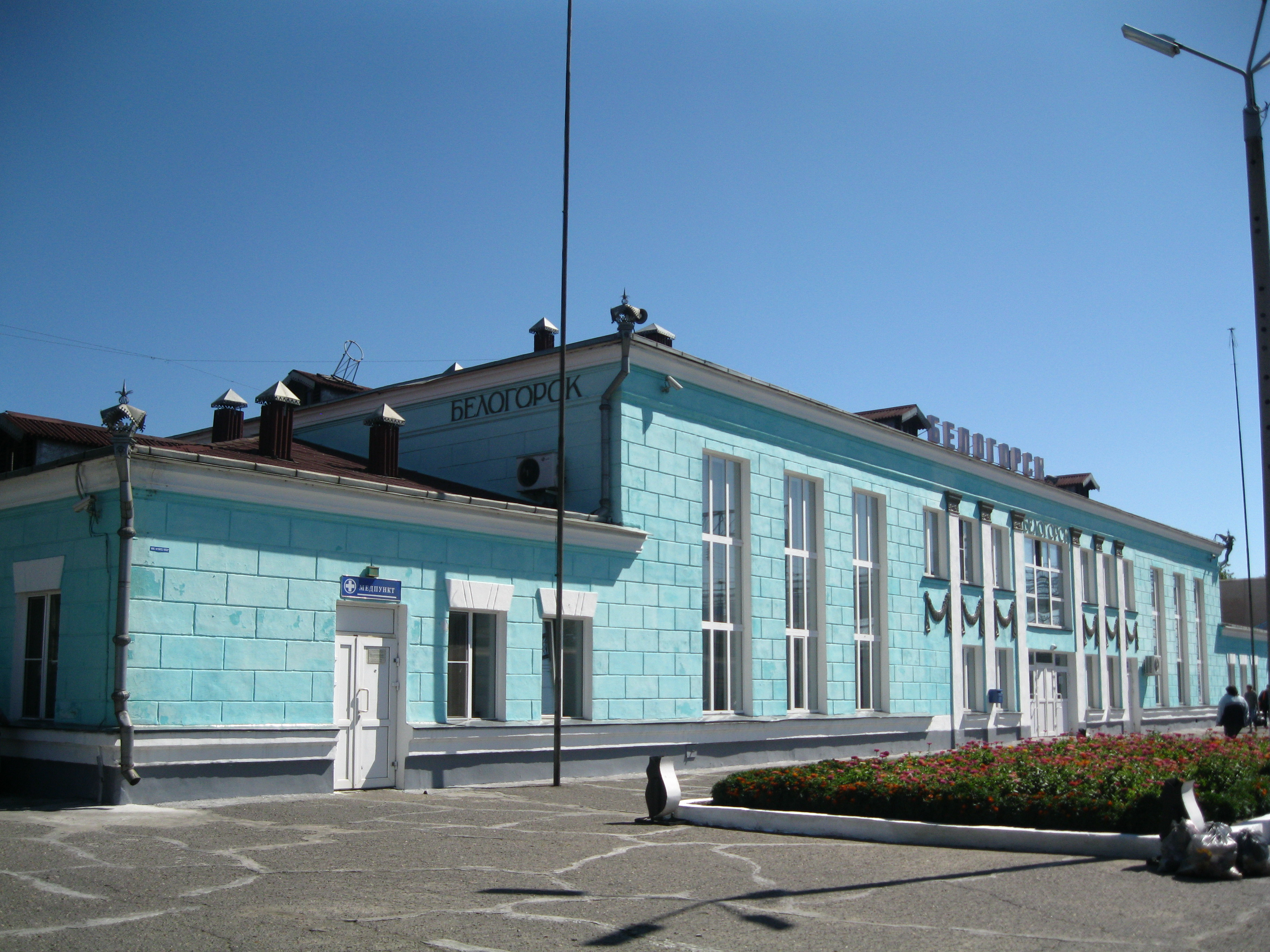
Вокзал станции Белогорск Забайкальской железной дороги

Белогорск является крупным транспортным узлом Дальнего Востока, расположенным на пересечении Транссиба, федеральной автодороги «Амур», областной автодороги Белогорск — Благовещенск. В 26 км севернее города находится авиабаза «Украинка».
Преимущество транспортно-географического расположения Белогорска было реализовано в создании ТОР «Белогорск», что в свою очередь, сделало город привлекательным для инвестиций.
Связь
В Белогорске действует пятизначная телефонная нумерация, код города: 41641. Основной оператор фиксированной связи и интернет-провайдер: Дальневосточный филиал ОАО «Ростелеком». Сотовую связь обеспечивают четыре федеральных оператора: МТС (2G, 3G, 4G), «Билайн» (2G, 3G) и «Мегафон» (2G, 3G), Yota (2G, 3G, 4G).

## Достопримечательности
Город вытянут вдоль левого берега реки Томи. Многоэтажные здания современной застройки перемежаются со старыми одноэтажными деревянными домами. В восточной части Белогорска сохранился небольшой сосновый бор.
Среди памятников:

Памятник амурскому ротану

- Обелиск, посвящённый комсомольцам, погибшим в годы Великой Отечественной войны. Изготовлен скульптором Зарва Иваном Денисовичем по собственному эскизу в 1968 г.
- Монумент на могиле погибших во время японской оккупации 1919 — 1920 годов.
- Памятник 312-и борцам, погибшим за власть Советов.
- Памятник-часовня открыт 9 мая 1995 г. к 50-летию Великой Победы.
- Памятник амурскому ротану открыт в 2010 году, к 150-летию Белогорска. Изготовлен по эскизу ученицы гимназии искусств Ирины Лесниковой;
- Памятник амурским переселенцам открыт в 2010 году, к 150-летию Белогорска.
- Памятник «вежливым людям» (российскому солдату в Крыму) открыт в 2015 году. В основу памятника лег снимок фотографа ТАСС, на котором изображён солдат спецподразделения, передающий ребёнку котёнка[38].

## Культура
В Белогорске на январь 2017 года насчитывалось 11 учреждений культуры. В учреждениях клубного типа работают 38 самодеятельных творческих коллективов, в учреждениях культуры работает 16 самодеятельных коллективов.
В ведомстве управления культуры находится три библиотеки. Фонды библиотек, по состоянию на 1 января 2017 года, насчитывали 92 837 экземпляров.
В Белогорске находятся два парка: созданный в 1939 году городской парк культуры и отдыха и парк микрорайона «Амурсельмаш», появившийся в середине XX века. В городском парке культуры и отдыха функционируют развлекательные аттракционы
Белогорский краеведческий музей им. Н. Г. Ельченинова ведёт свою историю с 1953 года. На базе музея школы № 3 г. Куйбышевка-Восточной сформировалось школьное географическое общество «Глобус», которое положило начало созданию музея. В 1960 году основателем музея Н. Г. Ельчениновым экспонаты были переданы городу для создания музея. Открытие музея состоялось 17 октября 1961 года в здании дома пионеров и школьников. В 1982 году музей переехал в новое помещение по ул. Кирова 117/1, где располагается в настоящее время. Музейные собрания и коллекции насчитывают более 25 000 единиц хранения.
Социально-культурное объединение «Союз» основано в 1989 году в здании бывшего военкомата. В 2011 году учреждение получило статус автономного, в 2017 году переехало в новое здание и получило название: центр культурного развития. В нём функционируют 28 коллективов и клубных объединений. Здание оснащено современным сценическим оборудованием, позволяющих организовывать различные культурно-зрелищные мероприятия.
В микрорайоне Амурсельмаш есть дом культуры, отсчитывающий свою историю с 1947 года.
Школа искусств начала своё существование с 1959 года в статусе музыкальной школы № 1. С 1 сентября 2011 года работает в новом здании. Около 500 детей обучаются в пяти отделениях: музыкальном, театральном, изобразительном, хореографического искусства и эстрадного вокала.

## Почётные граждане города
Почётными гражданами Белогорска являются:
- Бабкова Клавдия Александровна — звание присвоено в 1960 году;
- Белов Василий Иванович — звание присвоено в 2009 году;
- Богдан Владимир Ефимович — звание присвоено в 2000 году;
- Горбачёв Михаил Ефимович — звание присвоено в 1976 году;
- Евтушенко Зинаида Васильевна — звание присвоено в 1985 году;
- Ждановская Нина Александровна — звание присвоено в 2010 году;
- Закоморный Николай Иванович — звание присвоено в 1985 году;
- Землянская Клара Николаевна — звание присвоено в 2007 году;
- Ивановская Татьяна Леонидовна — звание присвоено в 2010 году;
- Калинкевич Мария Герасимовна — звание присвоено в 1960 году;
- Кейт Владимир Артурович — звание присвоено в 2009 году;
- Кисломед Александр Васильевич — звание присвоено в 1985 году;
- Колесник Адель Николаевна — звание присвоено в 2007 году;
- Кононенко Пётр Александрович — звание присвоено в 2010 году;
- Лада Александр Петрович — звание присвоено в 2015 году;
- Липчук Виктор Васильевич — звание присвоено в 2015 году;
- Лисицина Мария Иосифовна — звание присвоено в 1976 году;
- Мазыкин Иван Маркович — звание присвоено в 1977 году;
- Микрюков Евгений Афанасьевич — звание присвоено в 1976 году;
- Никифоров Юрий Михайлович — звание присвоено в 2007 году;
- Одинцов Иван Васильевич — звание присвоено в 2003 году;
- Прудникова Нина Александровна — звание присвоено в 2015 году;
- Сидоренко Владимир Валентинович — звание присвоено в 2015 году;
- Терентьева Светлана Александровна — звание присвоено в 2015 году;
- Титова Надежда Петровна — звание присвоено в 1960 году;
- Украинцев Вячеслав Адольфович — звание присвоено в 1989 году;
- Шолохов Василий Маркелович — звание присвоено в 1985 году.

## Международные отношения

### Города-побратимы
В настоящее время у Белогорска 4 города-побратима:
- Республика Корея — Ансон (с 2003 года);
- КНР — Сыпин (с 2005 года);
- КНР — Суйхуа (с 2009 года);
- Крым[41] — Белогорск (с 2017 года).